# Łukasz Klaus
Łukasz Klaus (ur. 24 stycznia 1970 w Łodzi) – perkusista Ich Troje, Cool Kids of Death (od 2008), NOT, Cliks, Hedone, Heart & Soul, Blitzkrieg, 19 Wiosen (2013–2015).

## Życiorys
Klaus wychowywał się w kamienicy na Rudzie Pabianickiej w Łodzi. Od dzieciństwa interesował się muzyką. Uczył się gry na kontrabasie w szkole muzycznej oraz samodzielnie uczył się gry na perkusji. Ukończył Wydział Jazzowy w Zespole Państwowych Szkół Muzycznych im. F. Chopina w Warszawie. Jego kariera muzyczna rozwinęła się gdy, za pośrednictwem Michała Wiśniewskiego, wziął udział w trasie koncertowej Matthiasa Reima, który szukał perkusisty. Po powrocie do Polski Klaus rozpoczął grę w Ich Troje. Łukasz Klaus jest od 2008 perkusistą Cool Kids of Death, gra również w NOT, Heart & Soul, Hedone i Clicks, od 2019 gra w Blitzkriegu, a w latach 2013–2015 grał w zespole 19 Wiosen.

## Życie prywatne
Z pierwszego małżeństwa ma 1 dziecko.

## Dyskografia
- Magda Femme – Empiryzm (2000),
- Ich Troje – Ad. 4 (2001),
- Hedone – Playboy (2005),
- NOT – NOT (2007),
- NOT – Łódź / Bad Trip Boys (2007),
- NOT – To Taka Gra (2007),
- Cool Kids of Death – Afterparty (2008),
- Gajcy (2009),
- Cool Kids of Death – Cool Kids of Death (2011),
- Heart & Soul feat. Rykarda Parasol – Heart & Soul (2012),
- Heart & Soul – Heart & Soul Presents Songs Of Joy Division (2013),
- Revlovers – Revision Thing (2013),
- 19 Wiosen – Cinema Natura (2014),
- Girl & Nervous Guy – Shake the Tree (2015),
- Clicks – Glitch_Machine (2016),
- Hedone – 2020 (2020)[6].

### Gościnnie
- Őszibarack – 40 Surfers Waiting for the Waves (2011)[3],
- Sztywny Pal Azji – Fiss Pink (2012)[8].

## Filmografia
- „Aleja gówniarzy” (2007) – członek zespołu NOT,
- „C.K.O.D. 2 – Plan Ewakuacji” (2013) – on sam[1].